# Issy-les-Moulineaux
Issy-les-Moulineaux je francouzské město ležící 12 km jihozápadně od Paříže v departmentu Hauts-de-Seine a regionu Île-de-France. Leží na levém břehu řeky Seiny a ze severu hraničí s Paříží (hranici tvoří především boulevard périphérique). Na východě sousedí s městem Vanves, na jihu tvoří hranici Clamart a na západě Meudon. Na severozápadě na druhé straně Seiny leží město Boulogne-Billancourt. Na Seině se v těchto místech nachází ostrov Saint-Germain, který patří k Issy-les-Moulineaux. Ve městě se nachází heliport Paříž – Issy-les-Moulineaux.
Ve městě sídlí společnosti Eurosport, skupina Canal+, ARTE, France 24, Coca-Cola Francie, Sodexo, Icade, Technicolor SA, Withings či Microsoft Francie a Evropy. V minulosti zde měl ústředí také francouzský letecký výrobce Caudron.

## Historie
Město se skládá ze dvou dříve samostatných obcí Issy a Les Moulineaux.

### Issy
Král Childebert I. věnoval část vsi kostelu Saint-Vincent v Paříži, stejně tak i Hugo Kapet rozdělil zbytek panství mezi ostatní kostely. V roce 907 zde pobýval Karel III. V 16. století vlastnilo Issy opatství Saint-Germain-des-Prés. Královna Margot se do Issy přestěhovala v roce 1605 před epidemií, která řádila v Paříži.
V roce 1815 Prusové obsadili Issy, zatímco Francouzi byli okolo vesnice. Obě strany se připravovaly na boj, ale mezitím byla v Saint-Cloud podepsána kapitulace. Francouzi ustoupili a Prusové a Angličané vstoupili do Paříže.
Až do počátku 20. století mělo město venkovský charakter, žilo zde mnoho řemeslníků a dělníků. V 60. a 70. letech zde vznikla zástavba levného bydlení.

### Les Moulineaux
Osadu v roce 1343 vlastnil Jean de Meudon, kanovník pařížské kartouzy, který ji odkázal kartuziánům. V 19. století byla osada Les Moulineaux součástí města Meudon. Byly zde lomy na křídu.

## Princové Conti
V Issy se nacházel zámek, který byl ve vlastnictví princů Conti, mladší větve Bourbonů. Zámek koupil 4. února 1699 François Louis de Bourbon-Conti za 140 000 liber. Jednalo se o rozsáhlý renesanční zámek, jehož zámeckou zahradu navrhl André Le Nôtre. Princové Conti zde žili do roku 1777. Dnes se v zámku nachází muzeum hracích karet.

## Pamětihodnosti
- kostel Saint-Étienne ze 17. století chráněný jako historická památka
- kostel Notre-Dame-des-Pauvres z let 1950–1954, od roku 2007 historická památka
- radnice (Hôtel de ville)
- Musée Français de la Carte à Jouer – muzeum hracích karet
- ostrov Saint-Germain – je zde jezdecký klub a restaurace, v roce 2000 byla v jihozápadní části upravena divoká zahrada

## Vývoj počtu obyvatel
Počet obyvatel

## Osobnosti města
- Stéphanie Foretzová (* 1981), tenistka

## Partnerská města
- Dapaong, Togo, 1989
- Frameries, Belgie, 1979
- Guro-gu, Jižní Korea, 2003
- Hounslow, Anglie, Spojené království, 1982
- Chongwen, Čína, 1997
- Macerata, Itálie, 1982
- Naharija, Izrael, 1994
- Pozuelo de Alarcón, Španělsko, 1990
- Weiden in der Oberpfalz, Bavorsko, Německo, 1954